# Bismula
Bismula é uma povoação portuguesa sede da Freguesia de Bismula do Município do Sabugal, freguesia com 15,44 km² de área e 190 habitantes (censo de 2021), tendo, por isso, uma densidade populacional de 12,3 hab./km².
A povoação, antigamente denominada Rasa, dista cerca de 20 km da sede do município. Situa-se em lugar elevado, proporcionando admiráveis paisagens a quem a visita.
Este curioso nome terá origem no árabe, do qual se traduz literalmente como "em nome de Deus", assim o afiança Adriano Vasco Rodrigues na sua monografia da Guarda.
O orago da freguesia é Nossa Senhora do Rosário. Do seu principal património cultural e edificado, destacam-se as Capelas de Santa Bárbara e de Santa Ana (esta a cerca de 2Km da povoação), o campanário, os cruzeiros, os pontões e algumas sepulturas escavadas na rocha.
Entre as principais festividades, destacam-se a Festa de Nossa Senhora do Rosário (15 de agosto), de São José (19 de março) e de São Sebastião (fevereiro). Realiza-se ainda todos os meses uma feira (último dia de cada mês).
As principais atividades económicas são a agricultura, a construção civil e a pastorícia.

## Demografia
A população registada nos censos foi:
| Distribuição da População por Grupos Etários | Distribuição da População por Grupos Etários | Distribuição da População por Grupos Etários | Distribuição da População por Grupos Etários | Distribuição da População por Grupos Etários |
| -------------------------------------------- | -------------------------------------------- | -------------------------------------------- | -------------------------------------------- | -------------------------------------------- |
| Ano                                          | 0-14 Anos                                    | 15-24 Anos                                   | 25-64 Anos                                   | > 65 Anos                                    |
| 2001                                         | 30                                           | 25                                           | 77                                           | 66                                           |
| 2011                                         | 14                                           | 20                                           | 68                                           | 91                                           |
| 2021                                         | 7                                            | 8                                            | 78                                           | 97                                           |

## Património
- Igreja Paroquial de Nossa Senhora do Rosário;
- Capela de Santa Bárbara;
- Capela de Santa Ana;
- Alminhas.